# Raparna thanatopis
Raparna thanatopis là một loài bướm đêm trong họ Noctuidae.